# 江馬蘭斎

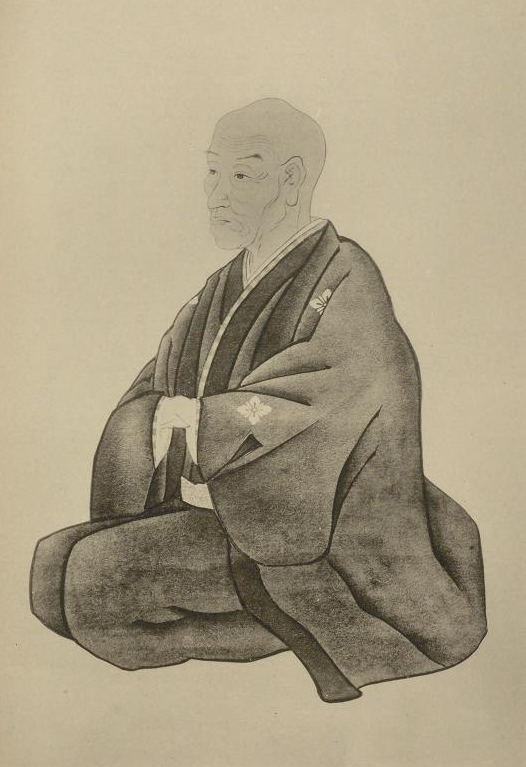
「江馬蘭斎」肖像（藤浪剛一『医家先哲肖像集』より）

江馬 蘭斎（えま らんさい、延享4年9月27日（1747年10月30日） - 天保9年7月8日（1838年8月27日））は、日本の蘭学者、蘭方医。名は春琢、字は元恭、春齢と称した。門弟は飯沼慾斎、伊藤圭介、水谷豊文、山本亡羊、小森桃塢、藤林普山、坪井信道。

## 生涯

### 経歴
蘭斎は延享4年（1747年）9月27日大垣藩鷲見荘蔵の家に生まれ、のちに大垣藩藩医江馬元澄の養子となる。漢方を究め、医学に並々ならぬ自信を持ちはじめた頃に杉田玄白と前野良沢の『解体新書』を読み、大きな衝撃をうけて蘭学を志す。寛政4年（1792年）江戸に出て杉田と前野に弟子入りする事を決めた。46歳（数え年47）からの挑戦であった。
3年ののち自身の蘭学のレベルが師に並ぶであろう自信を得ると帰郷し大垣に私塾・好蘭堂を開いた。しかし蘭学に強い偏見のある当時は敬遠され、人は集まらずに生活は窮乏することになる。
そんな状況に変化が起こったのは3年後の寛政10年（1798年）、西本願寺（京都）の門主文如が病に倒れた時である。漢方医学ではもはや手の施しようがないという時、蘭方医学の蘭斎に声をかけ薬を処方させた。文如上人はそれを服用するとたちまち症状が好転して命を取り留めた。この逸話はたちまち世間に知れ渡り、患者や弟子志望者が蘭斎のもとに殺到すると、あまりの賑わいに旅籠まで建つほどであった。以後、300名を越す門弟がこの私塾から巣立ち、蘭斎は美濃蘭学の祖と称された。天保9年（1838年）7月8日死去。享年92。

### 功績
蘭斎は医学のみならず文人としての才もあり、多くの文化人とも交流を持った。また蘭斎の門弟は後に日本の各地に蘭学の知を芽吹かせて、江戸蘭学、京都蘭学、大坂蘭学を支える重要人物として大成していく。蘭斎と坪井信道、小森桃塢の師弟は岐阜の西洋医学三大家と呼ばれている。

## エピソード
蘭斎はかなりの倹約家で硯の水も雨水を受けて使い、水の豊富な大垣で何故そんな事をするのかと問われると、こういう小さな事から倹約する気持ちを持たなければ、本当の倹約は出来ないと答えたという。しかし師の前野良沢が困窮しているのを知ると愛読書を売って金に換え、師に送るなどただ吝嗇（けち）に走るだけではない一面もみせている。

## 家族
子に江馬松斎、江馬細香、孫に江間活堂（4代春齢）がある。
- 江馬姓の人名の一部
- 元澄、別名：春齢（初代）、自穏軒 ‐ 蘭斎の養父
- 蘭斎、別名：春齢（2代）、元恭、好蘭斎
- 松斎、別名：春齢（3代）、元弘、安之丞、子道、元齢、祥甫
- 活堂、別名：春齢（4代）、元益、椿、子友、益也、藤渠、万春
- 信成（1826-1874[8]）、別名：春齢（5代）、元義、千太郎、筍荘

江馬元澄から江馬信成まで江馬塾が引き継がれ、診療のほかに子弟の教導が行われた。信成の時代には、1855年から約10年間で73人の入門者があった。

## 主な著書
- 『五液診法』[10][11][12]
- 『江波医事問答』[13]
- 『好蘭斎漫筆』[14]
- 『水腫全書』[16]